# Émile Issler
Émile Issler, né le 17 septembre 1872 à Horbourg-Wihr et mort le 1er septembre 1952 à Colmar est un botaniste alsacien et l'un des pionniers de la phytosociologie.

## Publications
- Sorbus chamaemespilus und seine Bastarde mit Sorbus aria, 1908
- Führer durch die Flora der Zentralvogesen : Eine Einführung in die Vegetationsverhältnisse der Hochvogesen, Leipzig: Engelmann, 1909, 64 p.
- Über 3 in den Vogesen vorkommende Lycopodien-Formen aus der Complanatum-Gruppe, 1910, 10p.
- Der Pflanzenbestand der Wiesen und Weiden des hinteren Münster- und Kaysersbergertals : Versuch einer Beschreibung der Wiesen- u. Weidenflora der hohen Vogesen auf pflanzengeographischer Grundlage, Colmar: Strassburger Druckerei u. Verlagsanst., 1913. 174 p.
- Die Hartwälder der oberelsässischen Rheinebene: eine phytosociologische Studie, 1924, 13 p.
- Acidité, alcalinité, neutralité du sol : importance de ces facteurs édaphiques pour la constitution des associations végétales, dans le Bulletin de l'Association philomathique, t.7, fasc.3, 1927, p. 194–201
- Les associations végétales des Vosges méridionales et de la plaine rhénane avoisinante, vol.1: 1924 & vol. 2 : 1929.
- Une plante longtemps méconnue: Oenanthe fluviatilis (Babington) Colrman, avec E. Walter, 1928, 6 p.
- Le Quercus apennina Lam. et le Populus cancescens des auteurs européens et celui de Smith; 1929, 8 p.
- L’œuvre phytogéographique de F. Kirschleger, 1930
- Les associations silvatiques haut-rhinoises : classification sociologique des forêts du département du Haut-Rhin à l'exclusion du Sundgau et du Jura alsacien, dans le Bulletin de la Société Botanique de France, 1931, no 62
- Contribution à l'étude d'Helianthemum nummularium (L.) Dunal et d'H. ovatum (Viv.) Dunal, dans le Bulletin de la Société botanique de France, t.81, 1934, p. 55–62
- Les Bois d'Aune et de Charme en Alsace: leur classification et leur enchaînement phytosociologique, 1934, 11p.
- Die Vegetationsverhältnisse des Münstertales, 1936
- Trockenrasen - und Trockenwaldgesellschaften der oberelsässischen Niederterrasse und ihre Beziehungen zu denjenigen der Kalkhügel und der Silikatberge des Osthanges der Vogesen, dans Berichte der Schweizerischen Botanischen Gesellschaft, 1951, Nr.664

Il participa à la rédaction de la Flore d'Alsace, publiée après sa mort.
- Flore d'Alsace d'après Émile Issler, Émile Walter & Eugène Loyson, rédigée et éditée par la Société d’étude de la flore d'Alsace, Institut de botanique, Strasbourg, 1965, 636 p.

## Distinctions
- Docteur honoris causa de l'université de Fribourg-en-Brisgau (1943)